# Jatimulyo (Kauman)
Jatimulyo is een bestuurslaag in het regentschap Tulungagung van de provincie Oost-Java, Indonesië. Jatimulyo telt 3827 inwoners (volkstelling 2010).